# Lâu đài Liptovský Hrádok
Lâu đài Liptovský Hrádok (tiếng Slovakia: Liptovský Hrádok hrad) là tàn tích của một lâu đài nước, nằm bên sông Belá, thuộc địa phận làng Liptovský Hrádok, vùng Žilina, Slovakia.

## Lịch sử
Lâu đài Liptovský Hrádok được nhắc đến lần đầu tiên trong một văn bản có niên đại vào năm 1341. Lâu đài được xây dựng theo phong cách kiến trúc Gothic, được bao quanh bởi một con hào. Lâu đài đảm nhiệm chức năng bảo vệ giao lộ quan trọng giữa đường Spišská và đường Magna, còn được gọi là Đường hổ phách. Ban đầu, lâu đài là tài sản của hoàng gia. Năm 1399, Vua Sigismund ban tặng lâu đài cho M. Gorjanský. Sau đó, lâu đài Liptovský Hrádok bị những người Hussite chiếm đóng vào năm 1433. Kể từ đó, lâu đài thường xuyên đổi chủ sở hữu. Lúc mới xây dựng, lâu đài chỉ có một cánh hướng Tây - Đông. Vào giữa thế kỷ 15, một cánh mới được xây dựng thêm vào lâu đài. Lâu đài trong tình trạng đổ nát trong nhiều năm, cho đến khi nhà thơ người Hungary - Valentín Balaša và anh trai là Sigismund Balaša sở hữu lâu đài. Họ đã xây dựng lại lâu đài từ đầu và hoàn thành nhiều công trình phụ từ năm 1574 đến năm 1579.
Đầu thế kỷ 17, lâu đài Liptovský Hrádok được xây dựng lại theo phong cách Phục hưng. Năm 1803, lâu đài bị thiêu rụi trong một trận hỏa hoạn, nên chỉ còn sót lại các tàn tích lâu đài.